# Derolus hoelzeli
Derolus hoelzeli es una especie de escarabajo longicornio del género Derolus, tribu Cerambycini, subfamilia Cerambycinae. Fue descrita científicamente por Adlbauer en 1994.

## Descripción
Mide 16-24 milímetros de longitud.

## Distribución
Se distribuye por Botsuana, Malaui y Zimbabue.